# SV Einigkeit Aschaffenburg-Damm
Der SV Einigkeit 05 Aschaffenburg-Damm ist ein Ring- und Judosportverein aus dem Aschaffenburger Stadtteil Damm. Mit zwei Mannschaft-Meistertiteln und vier Vizemeistertiteln gehörte die Mannschaft Anfang der 1960er Jahre zu den erfolgreichsten deutschen Mannschaften im Ringen.

## Geschichte
Der Verein wurde 1905 als Ring- und Stemmverein in Aschaffenburg-Damm gegründet. Neben der Schwerathletik-Abteilung wurde in den 1970er Jahren eine Judoabteilung ins Leben gerufen. Von Beginn an rangen die Dämmer in der begründeten Bundesliga. 1978 stieg die Mannschaft ab. Nach verstärkter Jugendarbeit konnte man wieder aufsteigen und auch die Bundesliga-Endrunde erreichen. Als einige Hauptkämpfer abwanderten, versuchte sich der Verein in einer Kampfgemeinschaft mit dem KSC Hösbach zu verstärken. Die Gemeinschaft wurde nach wenigen Jahren aufgelöst. Einigkeit Damm ringt 2008 in der Hessischen Landesliga.
Bekannte Ringer des Vereins waren unter anderem Franzl Schmitt (* 1937), Rıfat Yıldız (* 1965), Otto Schmittner (1934–2011), Gerhard Weisenberger (1952–2024)  und Burhan Bozkurt (1936–2013) und Gerhard Himmel (* 1965).

## Erfolge
- Deutscher Mannschaftsmeister 1963 (mit Ari, Bozkurt, Bergmann, Schmitt, Schmittner, J. Büttner, C. Büttner, Pfarrer und Gerdsmeier) und 1964 (mit Avcilar, Bozkurt, Bergmann, Schmitt, Morhardt, Schmittner, J. Büttner, Gerdsmeier)[1]
- Vizemeister 1959 (hinter VfK Schifferstadt), 1961, 1962 und 1965 (immer hinter ESV Sportfreunde Neuaubing).
- Die Judoabteilung brachte drei deutsche Meister Einzelmeister hervor, Simone Schuck, Michael Hammer und Daniel Stamm.